# Ciprian Tănasă
Ciprian Ion Tănasă (Fălticeni, 2 febbraio 1981) è un ex calciatore rumeno, di ruolo attaccante.

## Carriera
Inizia a giocare nell'FC Arges Pitesti dove in 8 anni segna 42 gol in 163 partite. Passa all'Universitatea Craiova in cambio di € 0,5 milioni e successivamente al Metalurh Donetsk. Dopo l'esperienza moldava, rimane svincolato a marzo 2013 e nel luglio seguente si accorda con il Rapid Bucarest, scendendo in patria.

## Palmarès

### Club

#### Competizioni nazionali
- Campionato moldavo: 1

Sheriff Tiraspol: 2012-2013